# Masato (kickboxer)
Masato (魔裟斗, nacido el 10 de marzo de 1979 en Chiba, Japón) es un kickboxer de K-1 japonés retirado de la competición. Fue ganador del K-1 MAX World Grand Prix en 2003 y finalista en 2004 y 2007. En su carrera profesional obtuvo 55 victorias (25 por knockout), seis derrotas y dos empates.

## Biografía
Su nombre real es Masato Kobayashi(小林 雅人). El estilo de Masato viene del Muay Thai el cual le contribuyen la mayoría de victorias de K-1.
A la edad de 15 años, se unió al Yonekura Boxing Gym. Después tras no aprobar la prueba para obtener la licencia de boxeo profesional dejó el gimnasio. Cuando tenía 17 años se unió al gimnasio Fuji, y comenzó su entrenamiento de kickboxing ya que pensó que sería útil para una pelea callejera. Tras aprobar el test para pelear profesionalmente, comenzó su carrera bajo la Federación japonesa de kickboxing All Japan Kickboxing Federation.
Utiliza un estilo de puñetazos con las dos manos combinando con golpes bajos potentes, tiene un estilo ofensivo. Es un ídolo entre las chicas en Japón, muchas chicas japonesas son aficionadas al K-1 solo para verle luchar a él.
Ha aparecido en las películas IZO, Buyuden, Dead or Alive 2, and Shukyoku Ninja.
Masato se retiró el 31 de diciembre de 2009 en el evento Dynamite!! 2009, para su último combate esperaba a Giorgio Petrosyan pero una lesión del kickboxer armenio provocó que Andy Souwer tuviese que sustituirlo. Finalmente Masato ganó su último combate frente a Souwer mediante decisión unánime.

## Palmarés
- 2008 K-1 World MAX Campeón
- 2007 K-1 World MAX Finalista
- 2004 K-1 World MAX Finalista
- 2003 K-1 World MAX Campeón
- 2003 K-1 World MAX Campeón de Japón
- 2002 K-1 World MAX Campeón de Japón
- 2000 Campeón del Mundo ISKA Oriental peso wélter
- 1999 Campeón wélter AJKF